# 希基敦 (阿肯色州)
希基敦（英語：Hickeytown）是位於美國阿肯色州約翰遜縣的一個非建制地區。該地的面積和人口皆未知。

## 地理
希基敦的座標為35°24′17″N 93°18′39″W / 35.40472°N 93.31083°W，而該地的平均海拔高度為125米（即410英尺）。